# Gustaaf Samjadi
Gustaaf Samjadi is een Surinaams diplomaat. Sinds 2022 is hij ambassadeur in Venezuela.

## Biografie
Rond 2011 was Gustaaf Samjadi onderdirecteur op het ministerie van Binnenlandse Zaken. Daarnaast is hij legerpredikant. Tijdens de verkiezingen van 2020 kandideerde hij op nummer 6 van de lijst van Paramaribo voor Pertjajah Luhur (PL).
Op 21 april 2022 werd hij door president Chan Santokhi beëdigd tot ambassadeur voor Venezuela. Hij had op dat moment geen ervaring als diplomaat en was ondanks zijn PL-lidmaatschap een kandidaat voor de ABOP, waarmee de PL samenwerkte tijdens de verkiezingen van 2020. Voordat Samjadi afreisde, ging hij voor een training naar Den Haag, samen met de twee andere nieuwe ambassadeurs, Wendy Paulus-Aminta (voor Cuba) en Arun Hardin (voor India).